# Amtsgericht Conitz
Das Amtsgericht Conitz war ein preußisches Amtsgericht mit Sitz in Conitz.

## Geschichte
In Conitz bestand von 1849 bis 1879 das Kreisgericht Conitz. Das königlich preußische Amtsgericht Conitz wurde mit Wirkung zum 1. Oktober 1879 als eines von neun Amtsgerichten im Bezirk des Landgerichtes Conitz im Bezirk des Oberlandesgerichtes Marienwerder gebildet. Der Sitz des Gerichtes war Conitz. Sein Gerichtsbezirk umfasste den Kreis Conitz. Am Gericht bestanden 1880 fünf Richterstellen. Das Amtsgericht war damit ein großes Amtsgericht im Landgerichtsbezirk. Gerichtstage wurden in Bruß und Czersk gehalten. Der Amtsgerichtsbezirk kam aufgrund des Versailler Vertrages 1920 zu Polen. 
In Polen entstand das Sąd Powiatowy w Chojnicach, welches dem Sąd Okręgowy w Chojnicach nachgeordnet war. Von 1939 bis 1945 gehörte das Gebiet wieder zum Deutschen Reich. Die polnischen Gerichte wurden entsprechend aufgehoben und das Amtsgericht Conitz neu gebildet.
Im Jahre 1945 wurde der Amtsgerichtsbezirk unter polnische Verwaltung gestellt, und die deutschen Einwohner wurden vertrieben. Damit endete auch die Geschichte des Amtsgerichtes Conitz. Unter polnischer Verwaltung entstand das Sąd Rejonowy w Chojnicach (1950–1975: Sąd Powiatowy w Chojnicach).